# Serra del Magre (Bertí)
La Serra del Magre és una serra del terme municipal de Sant Quirze Safaja, a la comarca del Moianès. És en territori del poble rural de Bertí.
Està situat en el sector més oriental del terme, en el vessant sud-occidental del Puig Descalç, del qual és un contrafort. A mitja serra hi ha situada la masia de la Serra, actualment en ruïnes. Es troba a l'esquerra del torrent de l'Ullar i a la dreta del torrent del Traver.
En el seu vessant meridional s'estén el Solell de Cal Magre i Can Niolda, i en el septentrional, la Baga de Cal Magre. En el seu extrem nord-est s'obre el Camp del Mill.